# Michal Sawicki
Pour les articles homonymes, voir Sawicki.
Michał Sawicki (né le 6 août 1909 à Varsovie - mort le 25 mai 1986 à Radom) est un archer et tireur sportif polonais, sacré à quatre reprises champion du monde de tir à l'arc. Il a été cinq fois champion de Pologne dans les années 1931-1935 et également 16 fois champion national en tir sportif entre 1931-1938 et 1947 et 1957.

## Palmarès

### Championnats du monde
- Médaille d'or à l'épreuve combiné individuel homme aux championnats du monde 1931 à Lwów
- Médaille d'argent à l'épreuve individuel homme 30m aux championnats du monde 1931 à Lwów
- Médaille d'or à l'épreuve individuel homme 40m aux championnats du monde 1931 à Lwów
- Médaille d'argent à l'épreuve individuel homme 30m aux championnats du monde 1931 à Lwów
- Médaille d'argent à l'épreuve combiné par équipe homme aux championnats du monde 1931 à Lwów
- Médaille d'or à l'épreuve individuel homme 50m aux championnats du monde 1932 à Varsovie
- Médaille d'or à l'épreuve combiné par équipe homme aux championnats du monde 1932 à Varsovie